# Bataille de Mocha
Guerre d'indépendance de l'Équateur
Batailles
m
Révolution de Quito (1809-1812)
- Paredones
- Verdeloma (1)
- Chimbo
- Mocha
- El Panecillo
- Ibarra (1)

Campagne de Guayaquil (1820-1821)
- Guayaquil
- Camino Real
- Huachi (1)
- Verdeloma (2)
- Tanizahua

Campagne de Quito (1821-1822)
- Yaguachi
- Huachi (2)
- Riobamba
- Pichincha

Rencontre de Guayaquil (26 juillet 1822)
Ibarra (2) (17 juillet 1823)
La bataille de Mocha est un affrontement militaire livré le 2 septembre 1812 aux alentours de la ville de Mocha, dans l'actuelle province équatorienne de Tungurahua, au sud de la ville d'Ambato. Les armées de l'État de Quito (es), commandées par le colonel Carlos de Montúfar, affrontent celles de l'Empire espagnol, dirigées par le général Toribio Montes.

## Contexte
Initialement, la Junte quitense de 1809 (es) avait pour projet d'organiser une armée de 2 000 hommes pour défendre la ville. Dans l'incapacité de fabriquer des armes à feu à cause de difficultés matérielles et techniques, les quiteños se mettent à produire des lances, des épées, des haches, des couteaux, des arcs, des flêches et des masses. Les révolutionnaires demandent l'aide de Cuenca, Guayaquil (es) et Popayán, mais ces territoires refusent d'intervenir après avoir appris la campagne du vice-roi José Fernando de Abascal, laissant les quitenses seuls avec à peine 800 fusils. Ils doivent donc envoyer 2 000 hommes (dont seulement 200 ou 300 armés de fusils, le reste équipés de lances et de sabres), dirigés par un capitaine inexpérimenté, Francisco Javier de Ascázubi, pour prendre Pasto et Popayán, mais la majorité de ces troupes déserte. Finalement, les pastusos défont et capturent Ascázubi, qui est exécuté en 1810. Les quitenses finissent encerclés par les royalistes, au nord comme au sud, et souffre de grandes difficultés alimentaires. Ils sont facilement vaincus par une armée de 5 000 royalistes limeños et néogranadins qui avancent en tirant tout sur leur chemin, avec le soutien de Pasto, Guayaquil (es) et Cuenca.
En 1812, après l'installation d'une seconde Junte (es) présidée par l'évèque José de Cuero y Caicedo (es) qui a déclaré l'indépendance de l'État de Quito (es) à la fin de l'année 1811, le gouvernement quitense est en crise, cerné de toutes parts et avec deux factions (montufaristes et sanchistes (es)) qui s'affrontent entre elles.

## La bataille
Enthousiasmé par le triomphe obtenu sur les troupes de Arredondo durant la bataille de Chimbo, le colonel Carlos de Montúfar se prepare à affronter le général Toribio Montes, envoyé par Lima pour en finir avec l'État de Quito (es) et devenir Président de la Real Audiencia. Au cours de son avancée, Montes a pris la ville de Cuenca le 25 juin, y capturant 90 personnes et 17 canons.
Face à la menace de reconquête, les quitenses abandonnent leurs offensives au nord et au sud, se concentrant sur la défense de leur capitale, en particulier après avoir eu connaissance que depuis sa sortie de Guayaquil, Montes a récupéré les troupes du lieutenant général Melchor Aymerich, son armée totalisant 3 500 hommes, dont mille indiens.
Les deux armées se rencontrent le 2 septembre aux alentours de Mocha, au sud d'Ambato, les troupes royalistes se composant de soldats et miliciens venus du Pérou, de Cuenca et de Guayaquil tandis que les quitenses sont dans leur majorité des indiens armés de lances qu'on ne peut considérer comme une armée. Ces derniers sont donc défaits et contraints de se retirer jusqu'à la vallée de Los Chillos (es).
Au cours de la bataille se démarque la présence de Josefa Sáenz Campo y Larrahonda, tante de la future héroïne indépendantiste Manuela Sáenz, épouse de l'oidor Manzanos et royaliste déclarée. La femme, qui s'était échappée d'un monastère où sa famille anti-hispanique l'avait recluse, rejoignit l'armée espagnole et entra sur le champ de bataille avec un sabre. Après la victoire royaliste, les troupes entrèrent dans la ville avec à l'avant Josefa portant la bannière du roi, puis la faisant grimper au clocher de l'église et faisant sonner les cloches pour célébrer le triomphe. Quand il apprit qu'elle était devenue la figure emblématique de la bataille, le général Montes la couvrit de félicitations, de louanges et d'attentions.

## Suites
Après cette victoire, Montes récupère les villes d'Ambato et Latacunga et reprend sa marche vers la ville de Quito, où il entre le 7 novembre pour affronter de nouveau les troupes de Montúfar durant la bataille d'El Panecillo, au cours de laquelle les quitenses perdent 53 morts et un grand nombre de blessés tandis que les royalistes ont 15 tués et 73 blessés.